# Kurt Hanke (Fußballspieler)
Kurt Hanke (* 25. Dezember 1906 in Zaborze, Oberschlesien; † 22. Juli 1940) war ein deutscher Fußballspieler.
Hanke spielte in den 1920er und 1930er Jahren für SC Preußen Hindenburg. 1932 wurde er gemeinsam mit Karl Joppich als deutschstämmiger Oberschlesier bei einem Probespiel der deutschen Fußballnationalmannschaft gegen den FC Everton eingesetzt.